# Like Swimming
Albums de Morphine
Yes
(1995) The Night
(2000)
Like Swimming est le quatrième album du groupe de rock alternatif américain Morphine. Il est sorti en 1997.

## Titres
Compositions de Mark Sandman.
1. Lilah – 0:59
2. Potion – 2:00
3. I Know You (Pt. III) – 3:31
4. Early To Bed – 2:57
5. Wishing Well – 3:32
6. Like Swimming – 4:00
7. Murder For The Money – 3:34
8. French Fries with Pepper – 2:53
9. Empty Box – 3:54
10. Eleven O'Clock – 3:19
11. Hanging On A Curtain – 3:48
12. Swing It Low – 3:16

## Musiciens
- Mark Sandman - basse ; chant.
- Dana Colley - saxophone baryton et ténor, voix
- Billy Conway - batterie